# Ciani-Sophia Hoeder

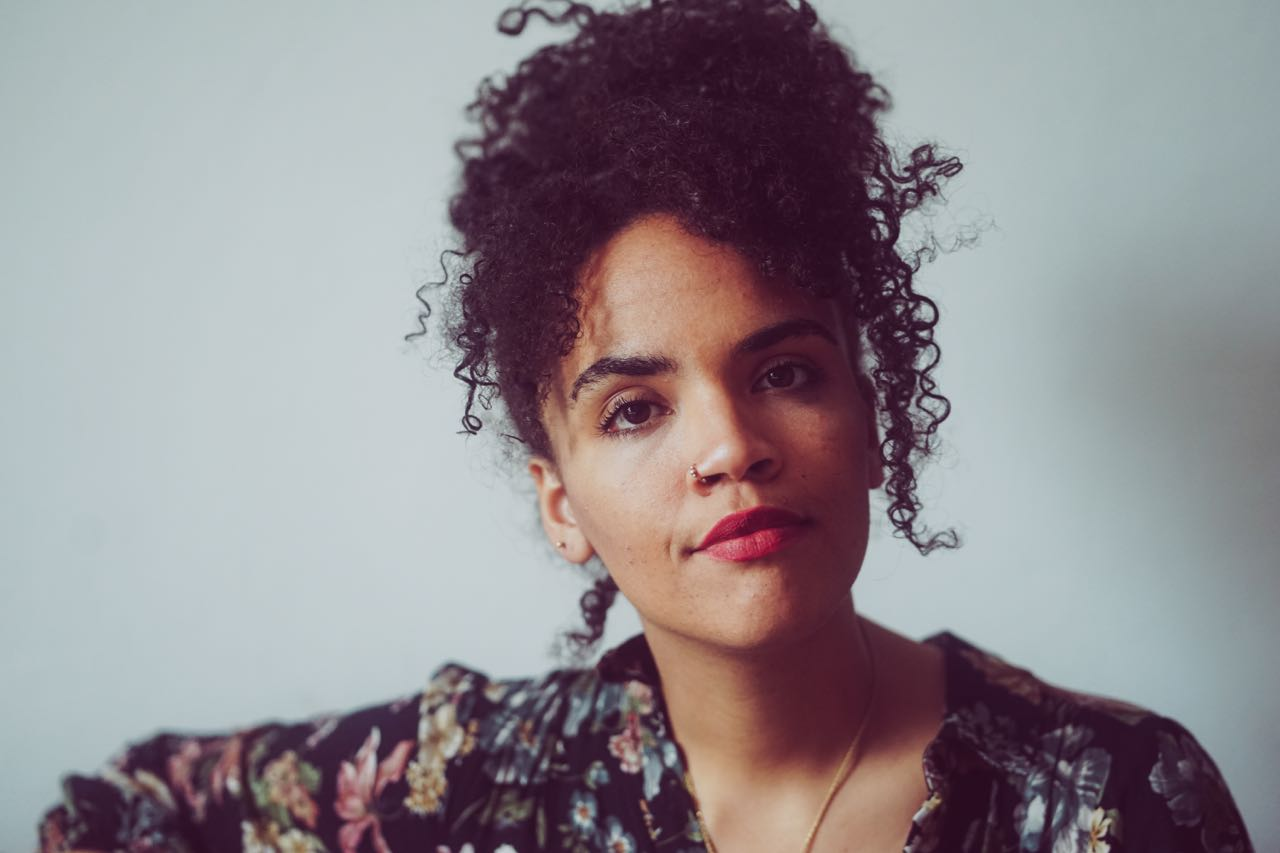
Ciani-Sophia Hoeder (2020)

Ciani-Sophia Hoeder (* 1991 in Berlin) ist eine deutsche Journalistin.

## Leben
Hoeders Vater ist Afroamerikaner. Sie wuchs bei ihrer Mutter, die als Busfahrerin arbeitete, auf und erlebte in ihrer Jugend selbst Armut. Hoeder absolvierte einen Bachelor in Journalismus und Unternehmenskommunikation in Berlin und einen Master in politischer Kommunikation in London. Ab 2012 schrieb sie für die Welt. Sie arbeitete drei Jahre in einer PR-Agentur und in einer Nichtregierungsorganisation. 2019 zog sie von Berlin nach München. 2019 gründete sie RosaMag, ein Onlinemagazin für Schwarze Frauen in Deutschland, dessen Chefredakteurin sie bis 2020 und Geschäftsführerin sie bis 2023 war. Der Name geht auf die US-amerikanische Bürgerrechtlerin Rosa Parks zurück. 2020 war das Magazin für den Grimme Award nominiert.

## Schriften (Auswahl)
- Wut und Böse, hanserblau, Berlin 2021, ISBN 978-3-446-27115-9.
- Vom Tellerwäscher zum Tellerwäscher, hanserblau, München 2024, ISBN 978-3-446-29785-2.